# Mentisme
On appelle mentisme un défilé rapide et incoercible de pensées et d'images, que le sujet ne peut contrôler ou interrompre, et dont le contenu peut être plus ou moins angoissant,. Il a initialement été décrit par l'aliéniste Philippe Chaslin.
Le mentisme survient le plus souvent lors de l'endormissement auquel il s'oppose, pouvant être à l'origine d'insomnie. Pour interrompre ce phénomène, le sujet doit se concentrer sur une activité (comme la lecture).
Il peut être lié au fait de vivre dans un environnement «objectivement hostile», par exemple dans le cadre de pathologie professionnelle.
Lorsqu'il est gênant et répété, le mentisme peut être le témoin d'un trouble anxieux. Mais il peut également survenir de manière banale, ponctuellement, en dehors de tout trouble. Il est favorisé par la consommation de café, de tabac et de psychostimulants.
Devant un mentisme isolé, l'arrêt des psychostimulants, et éventuellement la relaxation sont conseillés. Si ce symptôme s'intègre à un trouble anxieux, il convient de traiter celui-ci.